# Comisión para el Mercado Financiero
La Comisión para el Mercado Financiero (CMF) es un servicio público chileno descentralizado, de carácter técnico y fiscalizador, dotado de personalidad jurídica y patrimonio propio, que se relaciona con el presidente de la República a través del Ministerio de Hacienda. El 23 de febrero de 2017 se publicó en el Diario Oficial la Ley N° 21 000, que crea la nueva Comisión para el Mercado Financiero (CMF), organismo que reemplazó a la Superintendencia de Valores y Seguros (SVS), y que más tarde asumió además las funciones de la Superintendencia de Bancos e Instituciones Financieras (SBIF). 
La Comisión para el Mercado Financiero comenzó sus funciones el 16 de enero de 2018.

## Historia
Desde mediados del siglo XIX la hoy Comisión para el Mercado Financiero tuvo un rol preponderante como organismo supervisor de las entidades que participan en el mercado financiero de nuestro país, tales como: sociedades anónimas, compañías de seguros, bolsas de valores e intermediarios, fondos mutuos y sus administradoras, más otras entidades que han ingresado a dicho mercado en los últimos años; tales como clasificadoras de riesgo y fondos de inversión.

## Estructura
La Ley N°21.000 establece que la dirección superior de la Comisión estará a cargo del Consejo, que estará integrado por cinco miembros, los que se nombran y están sujetos a las siguientes reglas:
- Un comisionado designado por el presidente de la República, de reconocido prestigio profesional o académico en materias relacionadas con el sistema financiero, que tendrá el carácter de presidente de la Comisión.
- Cuatro comisionados designados por el presidente de la República, de entre personas de reconocido prestigio profesional o académico en materias relacionadas con el sistema financiero, mediante decreto supremo expedido a través del Ministerio de Hacienda, previa ratificación del Senado por los cuatro séptimos de sus miembros en ejercicio, en sesión especialmente convocada al efecto.

## Funciones
- Función supervisora: Corresponde al control y vigilancia del cumplimiento de las normas legales, reglamentarias y administrativas.
- Función normativa: Corresponde a la capacidad de la CMF, de efectuar una función reguladora, mediante la dictación de normas o instrucciones propias para el mercado y las entidades que lo integran. Es decir, establecer el marco regulador para el mercado.
- Función sancionadora: Corresponde a la facultad de la CMF para aplicar sanciones frente al incumplimiento o violación del marco regulador como consecuencia de una investigación.
- Función de desarrollo y promoción de los mercados: Corresponde a la capacidad de promover diversas iniciativas para el desarrollo del mercado, mediante la elaboración y colaboración para la creación de nuevos productos e instrumentos, mediante la difusión de los mismos.

Estas funciones se reflejan a través de las facultades que señala el artículo 5º de su ley orgánica, sin perjuicio de otras existentes en el mismo estatuto y en otras leyes reguladoras del mercado.

## Presidentes del Consejo
- Joaquín Cortez Huerta (14 de marzo de 2018-11 de marzo de 2022)

- Solange Berstein (16 de marzo de 2022-a la fecha)[2]